# Angelo Jacobini
Angelo Maria Jacobini (Genzano di Roma, 25 de abril de 1825 - Roma, 3 de marzo de 1886) fue un cardenal de la Iglesia católica.

## Biografía
Nació el 25 de abril de 1825. Estudió en Roma. En 1846 recibió su doctorado en Teología y después fue ordenado sacerdote. El papa Pío IX lo nombró Miembro de la Comisión Preparatoria de la Syllabus. Jacobini Fue entonces Auditor de la Congregación del consejo.
A partir de 1867, Jacobini fue un consultor de la Comisión Preparatoria de la disciplina eclesiástica, preparando de esta manera el Concilio Vaticano I, en donde participó como asistente del subsecretario del consejo entre 1869 y 1870. En 1875, Jacobini fue secretario de la Congregación para asuntos eclesiásticos extraordinarios.
El Papa León XIII lo elevó al cardenalato el 27 de marzo de 1882 con el título de cardenal diácono de San Eustaquio. Murió cuatro años más tarde, y  fue enterrado en el cementerio Campo Verano Romano.